# 春秋航空

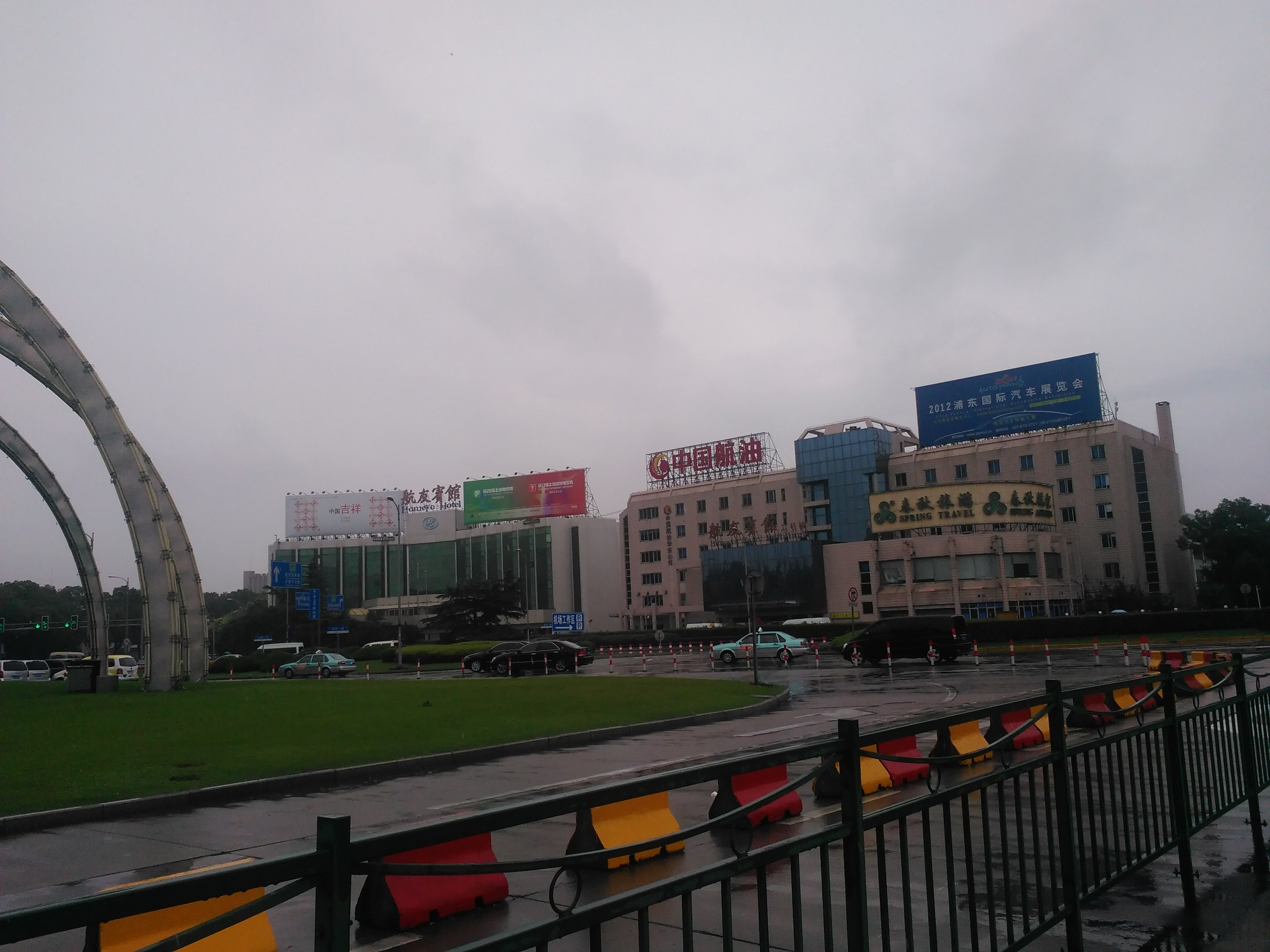
上海虹桥国际机场航友宾馆与航友宾馆二号楼 (二号楼是春秋航空总部)

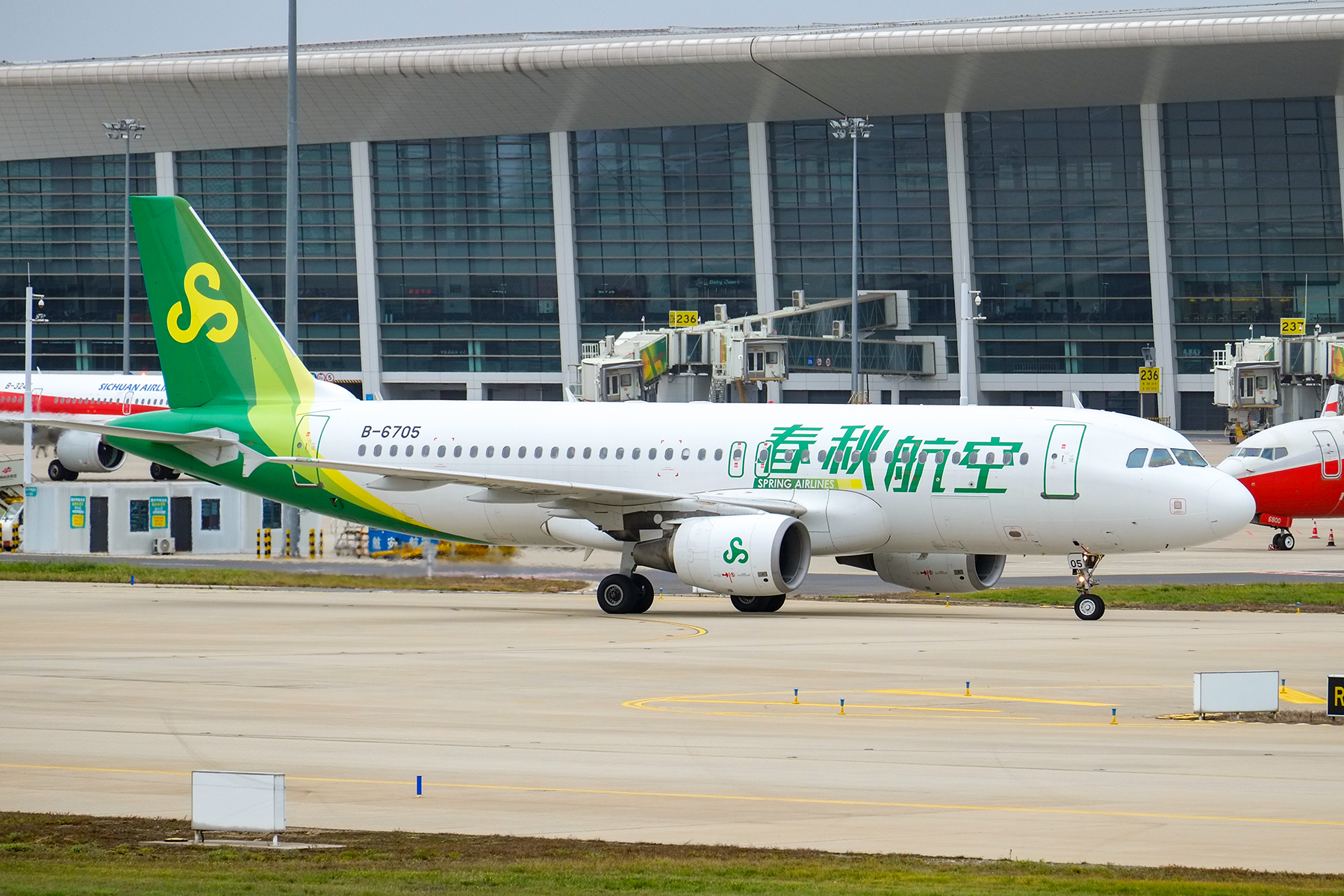
采用新涂装的春秋航空空中客车A320客机在郑州新郑国际机场，该新涂装于2021年12月启用

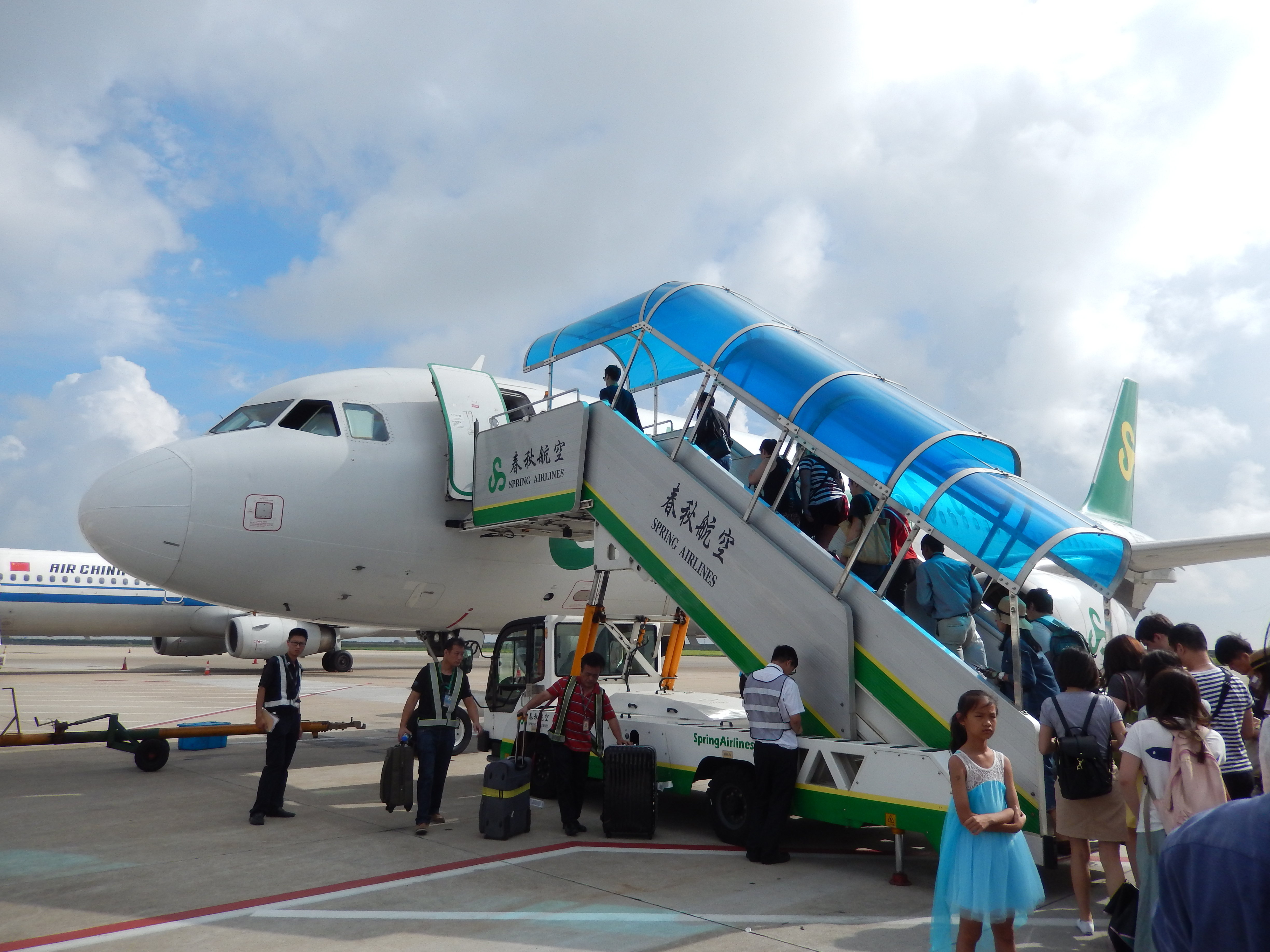
乘客透過舷梯車登機，攝於上海浦东國際机场

春秋航空股份有限公司，簡稱春秋航空（IATA：9C，ICAO：CQH，上交所：601021），是首個中国大陸民營資本獨資經營的低成本航空公司，也是首家由旅行社起家的廉價航空公司。該公司自2004年5月26日得到当时的中國民航總局（现中国民用航空局）批准後開始籌建，約一年左右成功開航。春秋航空公司以上海為基地，現任董事長為王煜。春秋航空公司是中國第一家不參加中國民航聯網銷售系統（CRS）的航空公司。春秋航空首航班機于2005年7月18日上午由上海虹橋機場起飛前往山東煙台。
春秋航空公司以上海虹桥国际机场及上海浦东国际机场為主要起降機場，早期承运的航線全為國內航線，2010年起先後开通到达日本、香港、澳门、泰國、柬埔寨、韩国及馬來西亞的航線，未来还计划开通至其他城市的航线。

## 概述
春秋航空是春秋国旅的子公司，于2004年11月1日取得营业执照正式成立。2005年6月-7月，春秋航空先后取得《公共航空运输企业经营许可证》和《航空承运人运行合格证》。
春秋航空的第一架飞机是一架空客A320，于2005年7月12日从莲花航空公司购得。首航是2005年7月18日飞行的一架从上海至烟台的航班。同日，春秋航空上海至桂林的航线也一同启航。
作为一家低成本航空公司，为节约成本，春航鼓励乘客从其网站购票，对乘客可免费携带的行李重量及体积作了较其它航空公司更为严格的限制、简化了机票和登机牌，座距為比其他航空公司更小的28英寸且不能调节座椅靠背。同时在飞机上，春航不提供免费的机上膳食和饮料（初期提供免费瓶装水，但现已改为收费）。乘客如有需要，可购买便餐及饮料。春航有时还会在飞行过程中进行名为“空中商城”活动，推銷由其出品的飛機模型等產品（深夜航班上除外）。此外，春秋航空还曾尝试推出“站票”，通过改装座椅缩短前后排间距，以增加约40%的载客量。但该计划因安全问题而搁置。
2009年7月下旬，春航开始设立国际航线（首條国际航班飞往日本的茨城机场），这使其成为中国大陆第二家可飞行国际航线的民营航空公司。目前，开通了连接中国大陆城市至香港、澳门、臺灣、日本、泰國、柬埔寨、韓國和馬來西亞等地的中、短途國際航线。
2010年11月5日，春秋航空完成股份制改革，更名为春秋航空股份有限公司。2015年1月，公司在上海证券交易所上市。

## 机队

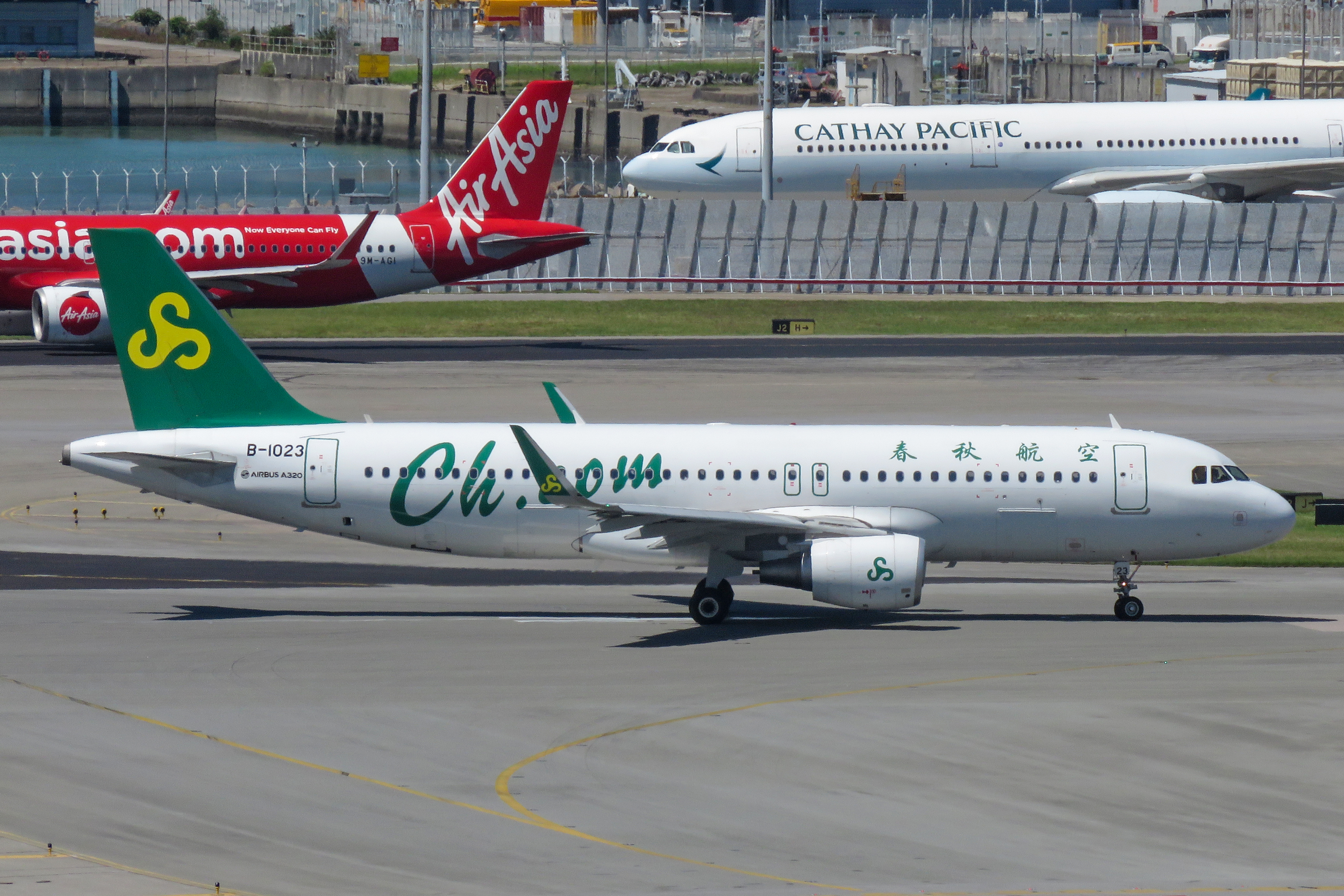
春秋航空的空中巴士A320客機在香港國際机场

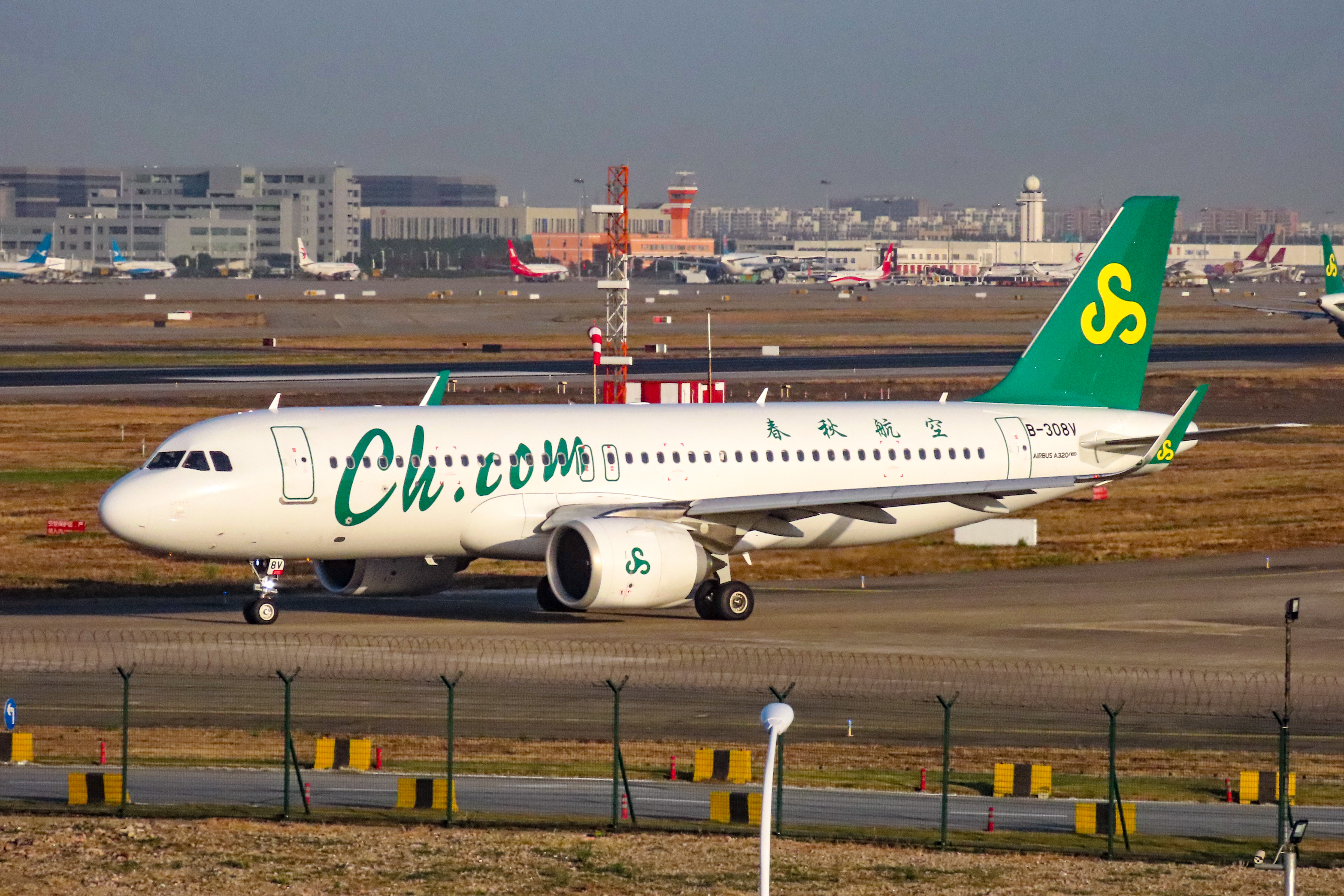
春秋航空的空中客车A320neo在上海虹桥国际机场等待起飞

截至2023年12月，春秋航空机队如下，平均机龄7.3年：

## 評價

### Skytrax評估
| 年度 | 獎項                       | 排名    |
| ---- | -------------------------- | ------- |
| 2006 | 中國地區最佳低成本航空公司 | 第1名   |
| 2007 | 北亞地區最佳低成本航空公司 | 第2名   |
| 2019 | 全球最佳航空公司           | 第111名 |
| 2021 | 全球最佳航空公司           | 第90名  |
| 2024 | 三星級航空公司             | 不適用  |
| 2024 | 亞洲最佳低成本航空公司     | 第10名  |
| 2024 | 中國地區最佳低成本航空公司 | 第2名   |
| 2024 | 中國地區最佳航空公司員工   | 第9名   |
| 2024 | 中國地區最佳航空公司       | 第5名   |

## 参見
- 春秋航空日本